# 克拉斯諾皮利亞 (巴什坦卡區)
47°20′17″N 32°43′23″E / 47.33806°N 32.72306°E
克拉斯诺皮利亚（烏克蘭語：Краснопілля），2024年9月名为切爾沃諾皮利亞（烏克蘭語：Червонопілля），是烏克蘭的村落，位於該國南部尼古拉耶夫州，由巴什坦卡區贝雷兹内胡瓦泰市镇負責管轄，始建於1924年，面積0.66平方公里，海拔高度73米，2001年人口217，人口密度每平方公里327.8人。
2024年9月19日，乌克兰最高拉达将此村的名字改为克拉斯诺皮利亚。